# АТХ код J05
АТХ код J05 (англ. ATC code J05) «Противовирусные препараты для системного применения» — раздел система буквенно-цифровых кодов Анатомо-терапевтическо-химической классификации, разработанных Всемирной организацией здравоохранения для классификации лекарств и других медицинских продуктов. Подгруппа J05 является частью группы препаратов J «Противомикробные препараты для системного использования».
Коды для применения в ветеринарии (ATCvet коды) могут быть созданы путём добавления буквы Q в передней части человеческого Код ATC: QJ05.
Из-за различных национальных особенностей в классификацию АТС могут включаться дополнительные коды, которые отсутствуют в этом списке, который составлен Всемирной организацией здравоохранения.

## J05A Противовирусные препараты прямого действия

### J05AA Тиосемикарбазоны
J05AA01 Metisazone

### J05AB Нуклеозидные и нуклеотидные (исключая ингибиторы обратной транскриптазы)
J05AB01 Ацикловир
J05AB02 Idoxuridine
J05AB03 Vidarabine
J05AB06 Ганцикловир
J05AB09 Фамцикловир
J05AB11 Валацикловир
J05AB12 Cidofovir
J05AB13 Пенцикловир
J05AB14 Valganciclovir
J05AB15 Brivudine

### J05AC Циклическиеамины
J05AC02 Римантадин
J05AC03 Тромантадин

### J05AD Производныефосфоновой кислоты
J05AD01 Foscarnet
J05AD02 Fosfonet

### J05AE Ингибиторы протеазы
J05AE01 Saquinavir
J05AE02 Indinavir
J05AE03 Ритонавир
J05AE04 Nelfinavir
J05AE05 Ампренавир
J05AE07 Fosamprenavir
J05AE08 Atazanavir
J05AE09 Tipranavir
J05AE10 Darunavir

### J05AF Нуклеозидные и нуклеотидные ингибиторыобратной транскриптазы
J05AF01 Зидовудин
J05AF02 Didanosine
J05AF03 Зальцитабин
J05AF04 Stavudine
J05AF05 Ламивудин
J05AF06 Абакавир
J05AF07 Tenofovir disoproxil
J05AF08 Adefovir dipivoxil
J05AF09 Emtricitabine
J05AF10 Entecavir
J05AF11 Telbivudine
J05AF12 Clevudine
J05AF13 Тенофовир алафенамид

### J05AG Не-нуклеозидные ингибиторы обратной транскриптазы
J05AG01 Невирапин
J05AG02 Delavirdine
J05AG03 Efavirenz
J05AG04 Etravirine
J05AG05 Рилпивирин
J05AG06 Doravirine

### J05AH Ингибиторынейраминидазы
J05AH01 Занамивир
J05AH02 Осельтамивир
J05AH03 Перамивир

### J05AP Противовирусные средства для лечения гепатита C
J05AP01 Рибавирин
J05AP02 Телапревир
J05AP03 Боцепревир
J05AP04 Фалдапревир
J05AP05 Симепревир
J05AP06 Асунапревир
J05AP07 Даклатасвир
J05AP08 Софосбувир
J05AP09 Дасабувир
J05AP51 Sofosbuvir and ledipasvir
J05AP52 Dasabuvir, ombitasvir, paritaprevir and ritonavir
J05AP53 Ombitasvir, paritaprevir and ritonavir
J05AP54 Elbasvir and grazoprevir
J05AP55 Sofosbuvir and velpatasvir
J05AP56 Sofosbuvir, velpatasvir and voxilaprevir
J05AP57 Glecaprevir and pibrentasvir

### J05AR Противовирусные средства для лечения ВИЧ, комбинации
J05AR01 Ламивудин/Зидовудин
J05AR02 Lamivudine and abacavir
J05AR03 Тенофовир дизопроксил/Эмтрицитабин
J05AR04 Абакавир/Ламивудин/Зидовудин
J05AR05 Zidovudine, lamivudine and nevirapine
J05AR06 Emtricitabine, tenofovir disoproxil and efavirenz
J05AR07 Stavudine, lamivudine and nevirapine
J05AR08 Emtricitabine, tenofovir disoproxil and rilpivirine
J05AR09 Emtricitabine, tenofovir disoproxil, elvitegravir and cobicistat
J05AR10 Lopinavir and ritonavir
J05AR11 Lamivudine, tenofovir disoproxil and efavirenz
J05AR12 Lamivudine and tenofovir disoproxil
J05AR13 Lamivudine, abacavir and dolutegravir
J05AR14 Darunavir and cobicistat
J05AR15 Atazanavir and cobicistat
J05AR16 Lamivudine and raltegravir
J05AR17 Emtricitabine and tenofovir alafenamide
J05AR18 Emtricitabine, tenofovir alafenamide, elvitegravir and cobicistat
J05AR19 Emtricitabine, tenofovir alafenamide and rilpivirine
J05AR20 Emtricitabine, tenofovir alafenamide and bictegravir
J05AR21 Dolutegravir and rilpivirine
J05AR22 Emtricitabine, tenofovir alafenamide, darunavir and cobicistat
J05AR23 Atazanavir and ritonavir
J05AR24 Lamivudine, tenofovir disoproxil and doravirine

### J05AX Прочие противовирусные препараты
J05AX01 Moroxydine
J05AX02 Лизоцим
J05AX05 Инозин пранобекс
J05AX06 Pleconaril
J05AX07 Enfuvirtide
J05AX08 Raltegravir
J05AX09 Maraviroc
J05AX10 Maribavir
J05AX11 Elvitegravir
J05AX12 Долутегравир
J05AX13 Умифеновир
J05AX17 Энисамия йодид
J05AX18 Letermovir
J05AX19 Тилорон
J05AX21 Имидазолилэтанамид пентандиовой кислоты
J05AX23 Ibalizumab